# Hiram Bullock
Hiram Bullock fue un guitarrista estadounidense de jazz y jazz fusion. 

## Biografía
Nacido en Osaka, Japón, donde sus padres, militares de profesión, habían sido destinados, Hiram Bullock regresó a Estados Unidos cuando contaba dos años. De niño había estudiado piano: con 6 años dio su primer recital, con 11 se inició con el saxofón y poco más tarde se pasaría al bajo eléctrico. Con 16 años adoptó su instrumento definitivo, la guitarra, porque, en sus propias palabras, "así tenía más éxito con las chicas". 
En la Universidad de Miami recibió clases de Pat Metheny y Jaco Pastorius, quien acabaría siendo un referente importantísimo en su carrera. Fue la cantante Phyllis Hyman quien aconsejó a Bullock que se trasladase a Nueva York, donde dio comienzo la carrera profesional del guitarrista a principios de los 80.
Desde 1982 Hiram Bullock formó parte de la World’s Most Dangerous Band, la prestigiosa banda del programa de David Letterman dirigida por Paul Shaffer. Bullock también trabajaría en otra importante banda de la televisión norteamericana, el grupo del Saturday Night Live así como en el Night Music Show de David Sanborn, donde ejercía de director musical. Sus colaboraciones con este último músico y con los famosos Brecker Brothers no hicieron más que incrementar el ya elevado estatus de Bullock, quien finalmente co-fundaría la 24th Street Band junto a Clifford Carter (kb), Mark Egan (b) (sustituido posteriormente por Will Lee) y Steve Jordan (dr), lo que supondría el establecimiento definitivo de Bullock como uno de los guitarristas más respetados de la escena neoyorquina.
A mediados de los 80 Hiram Bullock era ya uno de los sideman más solicitados de Estados Unidos, pero desgraciadamente sus problemas con las drogas, cada vez más acusados, le fueron generando una pésima reputación entre algunos de sus compañeros y significaron su salida de la banda del programa de David Letterman. En 1986 el músico firma con Atlantic para editar From all sides, el primero de una docena de discos que grabaría bajo su propio nombre. Justo después de la salida de su álbum Too Funky 2 Ignore, en 2005, al guitarrista le es diagnosticado un cáncer de garganta, del que sin embargo se recupera para participar en la gira japonesa de la Miles Evans Orchestra. El 25 de julio de 2008 Hiram Bullock fallece a la edad de 52 años por causas sin determinar.

## Estilo y valoración
Hiram Bullock es, para muchos, una figura imprescindible para entender la historia reciente de su instrumento, un auténtico guitar hero. Junto a sus habilidades como guitarrista, cabe destacar su capacidad como cantante, compositor y como verdadero showman. Su estilo instrumental desafía todo intento de categorización e incluye elementos de ámbitos estilísticos tan diversos como el rock, el funk, el blues y el jazz de vanguardia. Más recordado en su faceta de sideman que como músico solista, su tremenda versatilidad, sus exploraciones en el terreno del funk y el jazz fusion en los discos que grabó bajo su propio nombre y la visibilidad de la que ha gozado al frente del programa de David Letterman le han granjeado un puesto de honor en la historia de la guitarra.

## Colaboraciones
Entre los muchos músicos con los que Hiram Bullock ha colaborado, en el estudio o sobre el escenario, podemos citar a : Jaco Pastorius, David Sanborn, The Brecker Brothers, Paul Simon, Chaka Khan, Pete Townshend, Bob James, Sting, James Brown, Miles Davis, Kenny Loggins, Billy Joel, Barbra Streisand, Burt Bacharach, Roberta Flack, Spyro Gyra, Eric Clapton, Al Green, James Taylor, Idris Muhammad, Steely Dan, Carla Bley, Gil Evans, Lonnie Smith, Hank Crawford, Bonnie Tyler, Kenny Loggins , Ruben Rada, Marcus Miller o  Steve Swallow, Stevie Ray Vaughan.

## Discografía en solitario
- 1986: From All Sides (Atlantic)
- 1987: Give It What U Got (Atlantic)
- 1992: Way Kool (Atlantic)
- 1994: World of Collision (Big World)
- 1996: Manny's Car Wash (Big World)
- 1997: Carrasco (Fantasy)
- 1997: Late Night Talk (Venus)
- 2000: First Class Vagabond (JVC Victor)
- 2001: Color Me (Via)
- 2002: Best of Hiram Bullock (WEA)
- 2003: Try Livin' It (EFA Records)
- 2004: Jam Jam (3D)
- 2006: Guitarman (JVC Victor)
- 2006: Too Funky 2 Ignore (BHM Productions)
- 2009: Plays the Music of Jimi Hendrix (BHM Productions)